# هیئت ادویه هند
هیئت ادویه هند، آژانس نظارتی و ترویج صادرات دولتی هند کشور هند برای ادویه‌های هندی است که توسط یک رئیس، رتبه ای معادل دبیر مشترک دولت هند، رهبری می‌شود، دفتر مرکزی این هیئت در کوچی است.

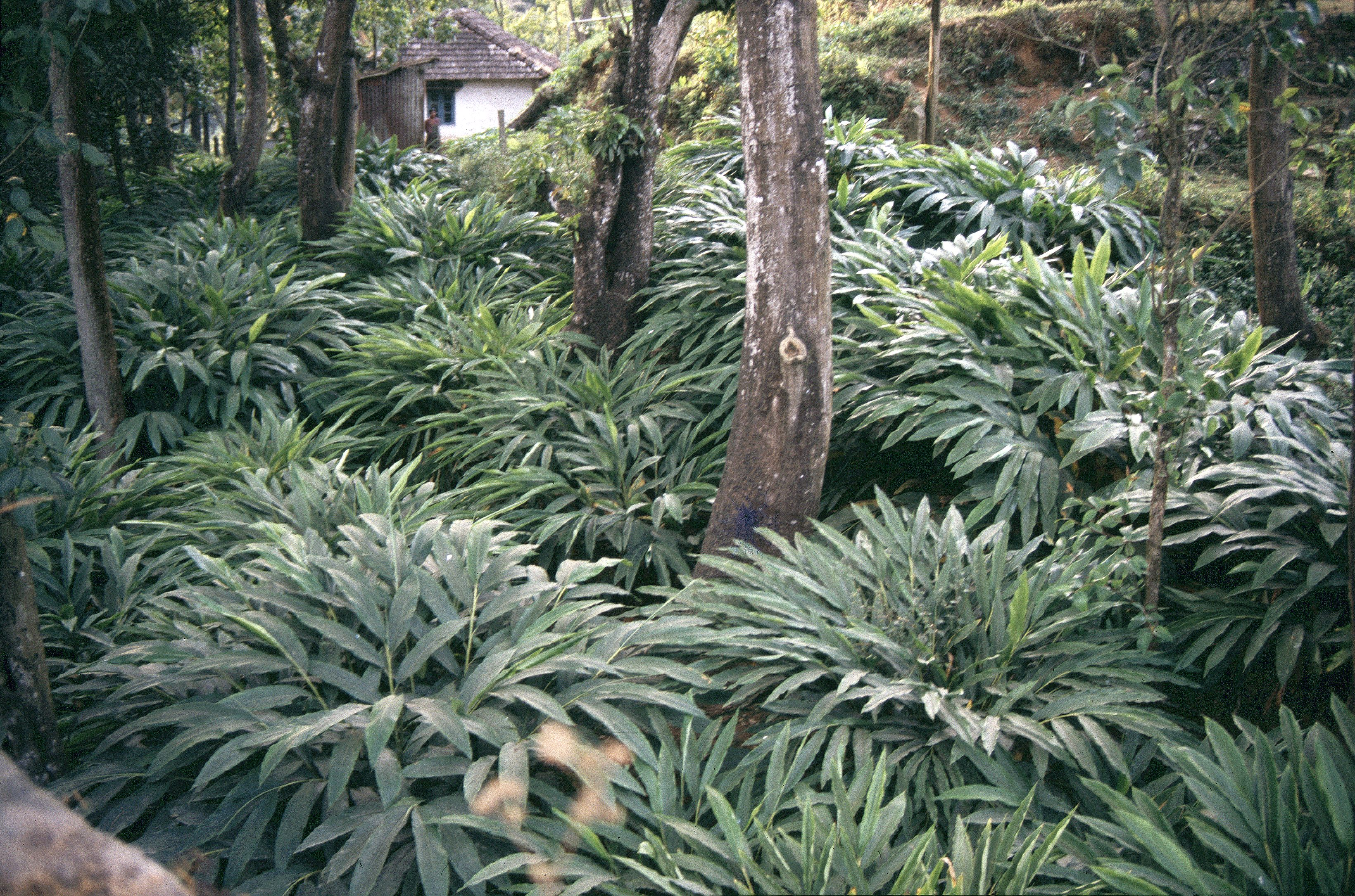
گیاهان هل

هیئت ادویه در سال ۱۹۸۷ بر اساس قانون هیئت ادویه ۱۹۸۶ با مسئولیت تولید و توسعه هل و ترویج صادرات ۵۲ ادویه که در جدول زمانی این قانون آمده است، تشکیل شد
این هیئت دارای یک آزمایشگاه آزمایشی پیشرفته در دفتر مرکزی خود در کوچی است. همچنین آزمایشگاه‌های منطقه ای در بمبئی، چنای، دهلی، توتیکورین، کاندلا و گونتور وجود دارد. هیئت ادویه جات از طریق آزمایشگاه‌ها بررسی‌های کیفی اجباری ادویه‌های صادراتی از هند را انجام می‌دهد.
هیئت ادویه جات در کنار دفتر مرکزی خود در کوچی یک خروجی دارد. ادویه جات ترشی جات با نام تجاری «طعم دهنده» به فروش می‌رسد.
هیئت ادویه هند یک کمپین آنلاین به نام قطار ادویه راه اندازی کرده است تا هندی‌ها را در مورد میراث غنی ادویه این کشور آموزش دهد
انجمن ادویه‌ها اطلاعاتی در مورد چندین ادویه که از هند رشد و صادر می‌شود ارائه می‌دهد پارک ادویه جات هندی برای هل و فلفل در پوتادی واقع شده است.